# پریورات
پریورات (به چکی: Přívrat) یک منطقهٔ مسکونی در جمهوری چک است که در ناحیه اوستی ناد اورلیتسی واقع شده‌است. پریورات ۷٫۲۹ کیلومتر مربع مساحت و ۳۳۷ نفر جمعیت دارد و ۴۳۵ متر بالاتر از سطح دریا واقع شده‌است.